# De Grote Molen (Schellinkhout)
De Grote Molen is een tussen 1603 en 1638 gebouwde poldermolen, die later is voorzien van een vijzel en het water de Zuiderzee inpompte. De molen is een rietgedekte achtkantige molen van het type grondzeiler met een Oudhollands wiekenkruis.
De kap van de molen is voorzien van een kruiwerk met houten rollen, dat van binnen gekruid wordt. De molen is voorzien van een Vlaamse vang.
De molen staat aan de Zuiderdijk op de oostelijke rand van de buurtschap Munnickaij, op de grens met Schellinkhout en is vanaf 1979 gerestaureerd.

## Geschiedenis
De polder Schellinkhout was een groot drassig veengebied van 650 hectare groot. Om het gebied geschikt te maken voor landbouw, moest het veen worden ontwaterd. Er werden sloten gegraven om het water - via een spuikoker - af te voeren naar de Zuiderzee. Tussen 1560 en 1579 besloten de bewoners twee windmolens te bouwen, de Kleine Molen en iets later de Grote Molen. Beide molens waren uitgerust met schepraderen, maar deze werden in 1861 en 1862 vervangen door vijzels.
De molens voldeden niet en vanaf 1879 wilde men een stoomgemaal. Lange tijd gebeurde er niets, maar in 1900 kwam er naast de Grote Molen een gemaal met een petroleummotor en een centrifugaalpomp. In 1913 volgde een uitbreiding van de capaciteit, er kwam een nieuwe en sterkere motor en een nieuwe pomp waardoor het gebouw een aanbouw kreeg met een plat dak. Na deze uitbreiding waren de molens overbodig. De Kleine Molen werd in 1915 voor de sloop verkocht. De Grote Molen was tevens het woonhuis voor de machinist van het gemaal, maar in 1931 werden de roeden verkocht die uiteindelijk terecht kwamen in de korenmolen De Hoop te Oude Niedorp.
In 1958 nam de gemeente Schellinkhout de Grote Molen over. Deze verkeerde in slechte staat, maar het duurde tot 1979 voordat de restauratie van start ging. In 1991 kwam de molen in handen van de Stichting De Westfriese Molens.